# Haoina eleganta
Haoina eleganta è un vertebrato estinto, di incerta collocazione sistematica. Visse nell'Ordoviciano superiore (circa 445 - 455 milioni di anni fa) e i suoi resti fossili sono stati ritrovati in Cina.

## Descrizione
Questo animale possedeva un corpo simile a quello di un pesce, con il corpo racchiuso in una sorta di armatura ossea. Lo scudo dorsale era ricoperto da creste composte da complesse escrescenze del derma. Le creste possono essere suddivise in quattro tipi. Le aperture orbitali erano situate lungo il margine fronto-dorsale dello scudo della testa, ed erano profonde e ampie. L'area pineale era localizzata a lato dell'orbita. Era presente un sistema di canali sensoriali ben sviluppato nell'armatura dello scudo cefalico, che mostra una texture di sistemi tubolari e di tessuti sottocutanei. 

## Classificazione
Haoina eleganta venne descritto per la prima volta nel 2020, sulla base di resti fossili ritrovati nella formazione Qarbake nella contea di Bachu (provincia di Xinjiang, Cina). Non è chiaro quale fosse la classificazione di questo animale, che dagli autori della prima descrizione è stato attribuito a una nuova famiglia (Haoinaspididae) e a un nuovo ordine (Haoinaspidiformes); è il più antico vertebrato dotato di esoscheletro rinvenuto in Asia.

## Paleoecologia
Haoina visse in un mare calmo e basso, e probabilmente si cibava di particelle di cibo nei pressi del fondale. 